# Regiunea N'zi-Comoé
Regiunea N'zi-Comoé este una dintre cele 19 unități administrativ-teritoriale de gradul I ale statului Coasta de Fildeș.